# 田淵行男記念館
田淵行男記念館（たぶちゆきおきねんかん）は、山岳写真家、高山チョウ研究家である田淵行男（1905年 - 1989年）の作品・遺品などを展示した安曇野市立の記念館である。安曇野アートライン加盟施設。　

## 概要
田淵は生前「自然から読み取り学ぶ知識がもっとも正しい」という信念のもと、安曇野や北アルプスに登山を繰り返すとともに、高山チョウや山岳写真などを撮り続けていた。そうした多くの作品や生前の愛用のカメラ、テントを始めとする登山用品などを数多く展示している。1990年（平成2年）7月開館。約73,000点を収蔵。
また、館内では来館者の希望により生前の田淵の活動の様子を収めたビデオライブラリー（3本立て 各15分位）が鑑賞できる。
すぐ近くには、安曇野わさび田湧水群公園がある。

## 主な展示品
- 山岳写真
- 高山チョウ写真
- 写真用品
- 生前愛用した登山用品
- 生前の活動を記録した映画

その他

## 交通アクセス
- 鉄道：JR大糸線柏矢町駅から徒歩約20分または、JR大糸線豊科駅、穂高駅から車で約10分。
- 自動車：長野自動車道安曇野ICから車で約5分。

## ギャラリー

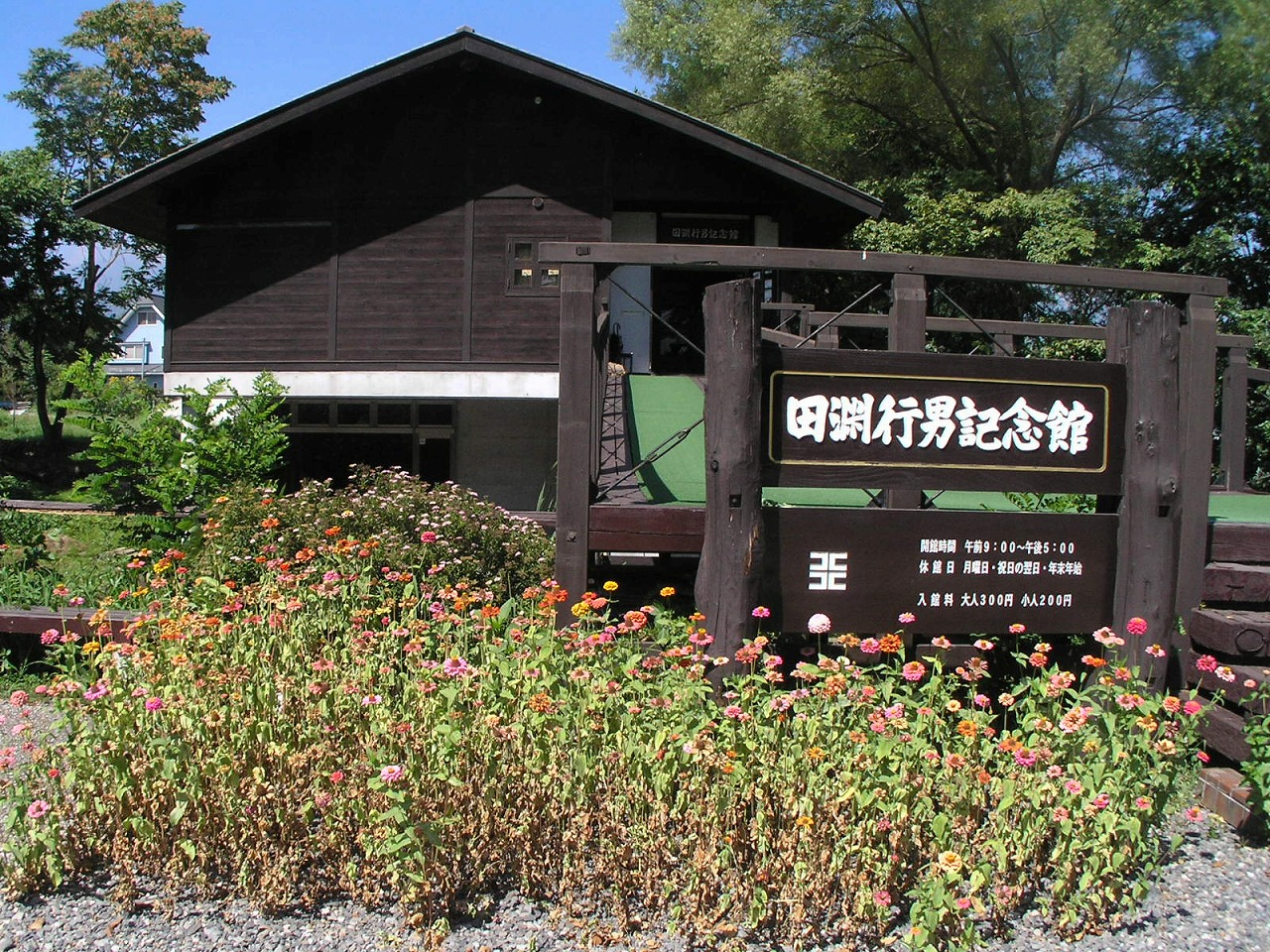
記念館全容
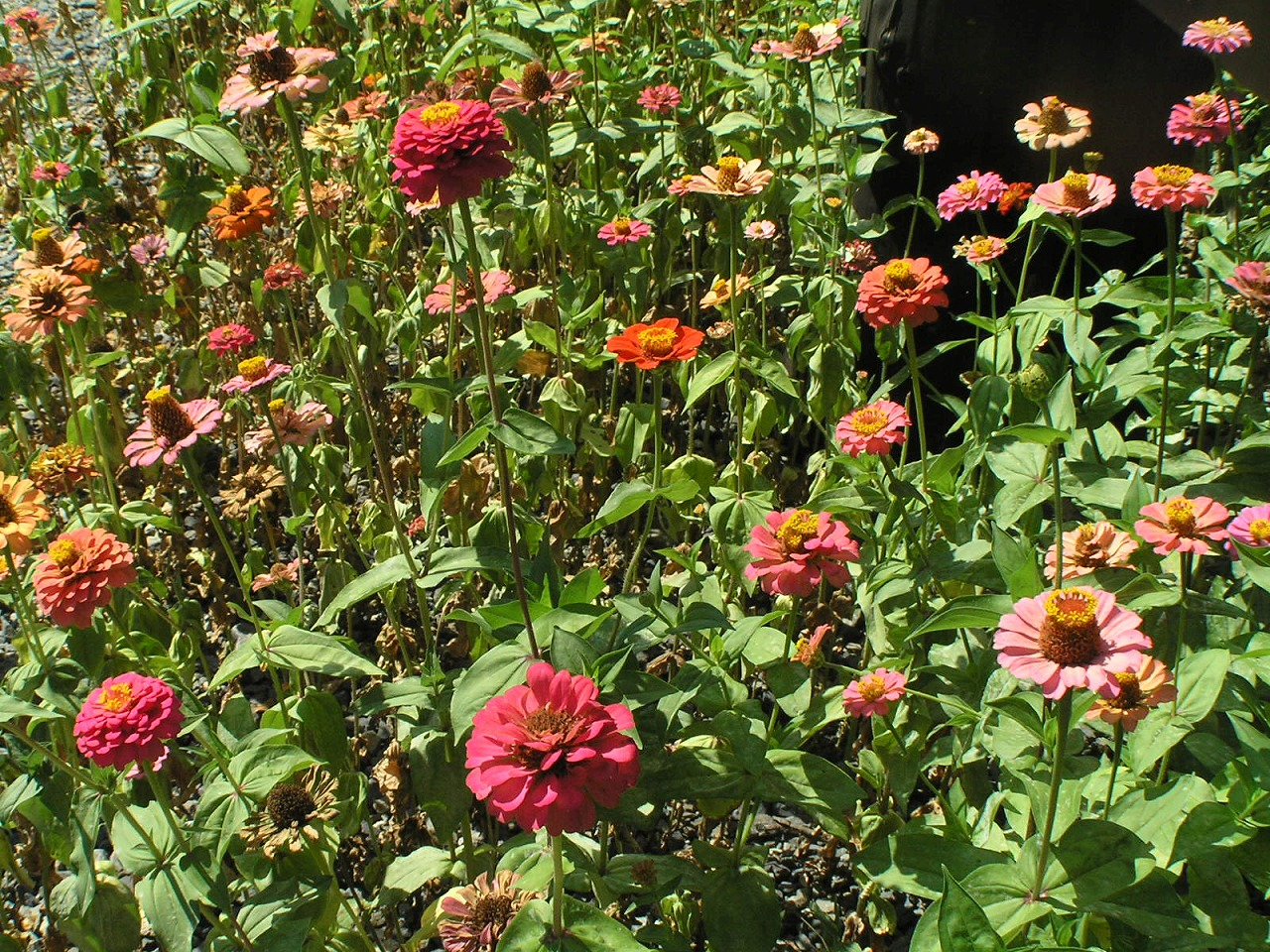
季節の花に彩られる玄関先の花壇
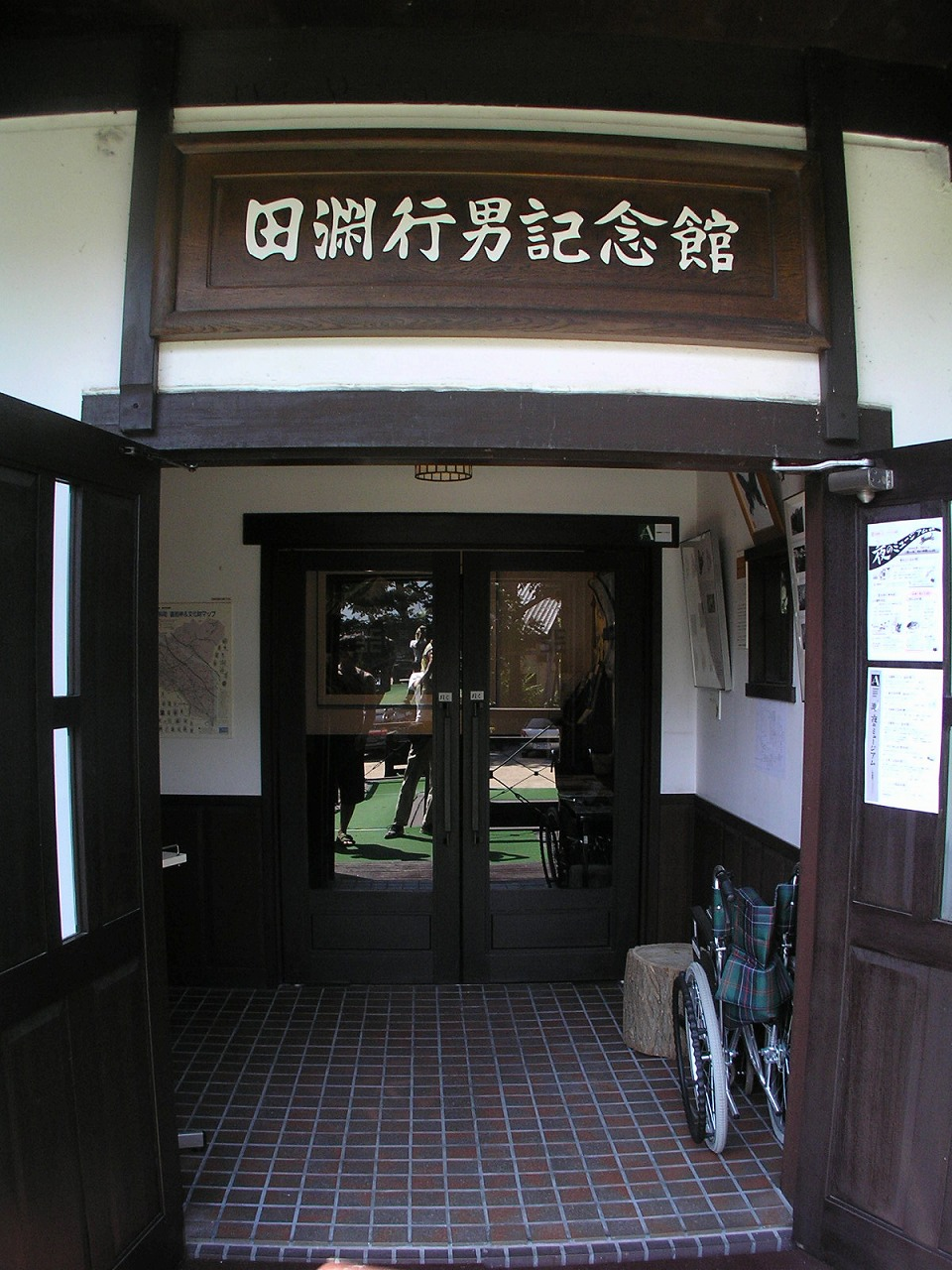
記念館玄関
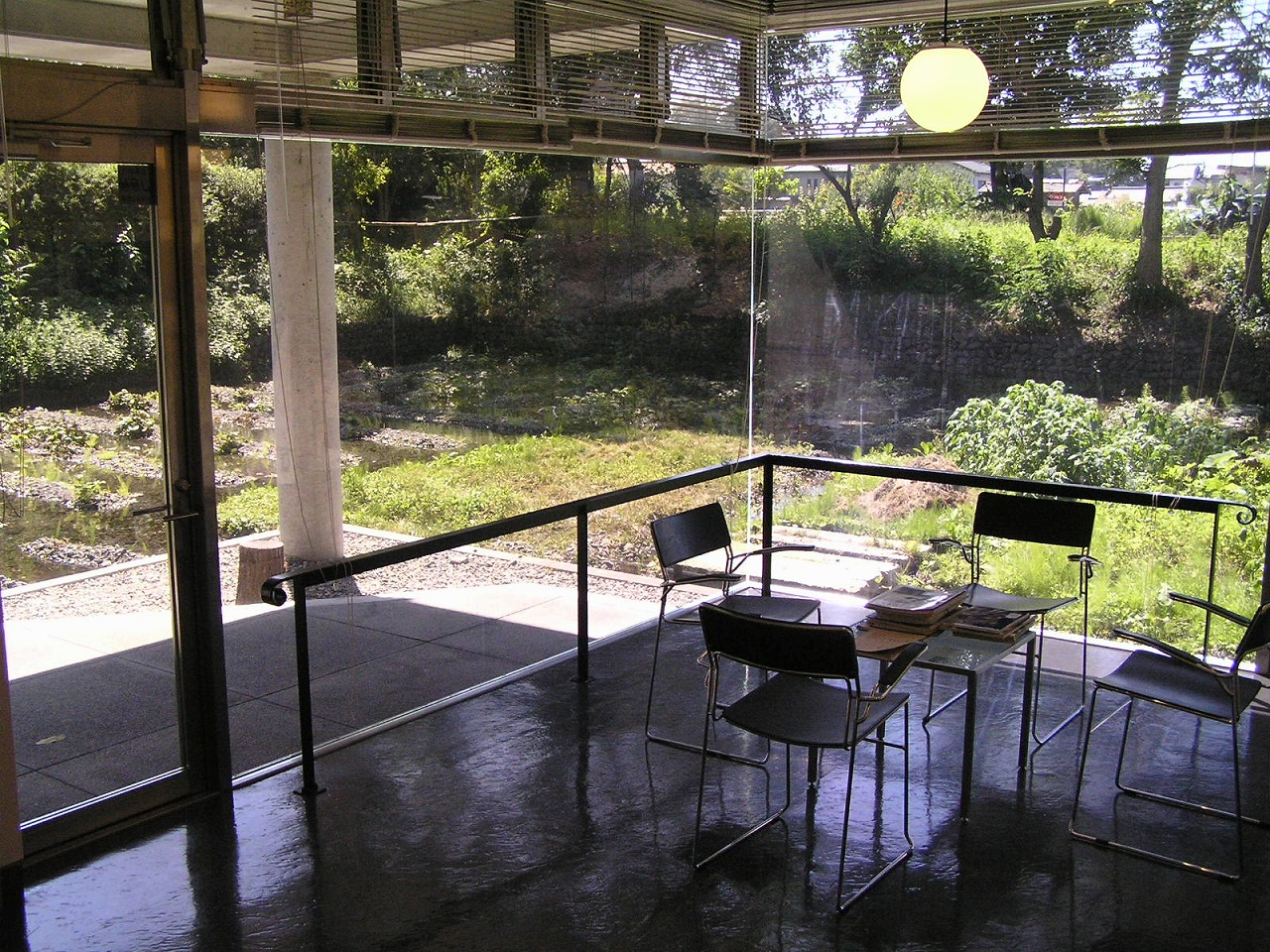
休憩室より中庭を望む